# Proso prutnaté
Proso prutnaté (Panicum virgatum) je rostlina, bujně vzrůstná trsnatá vytrvalá bylina z čeledi lipnicovitých (Poaceae). Rostlina je výrazná svou velikostí, květenstvím a plodenstvím.

## Výskyt
Rostlina je původní v Severní Americe, kde se původně vyskytovala od 55° severní šířky v Kanadě po jih do Spojených států a Mexika. Proso je jedním z dominantních druhů prérie střední Severní Ameriky.

## Použití
Používá se především pro ochranu půdy, jako píce, jako okrasná rostlina a jako biomasa pro výrobu etanolu a butanolu ve fytoremediačních projektech, výrobu energií a pro omezení atmosférického oxidu uhličitého.
Použití jako okrasné rostliny omezuje poměrně velká velikost trsů. Kultivary dorůstají 120–160 cm, původní druh až 2 m. Je možné rostlinu použít jako zajímavou dominantu záhonu nebo větší sadovnické výsadby, živý plot nebo optickou clonu přes vegetaci (červen–listopad), doplněk výsadby vyšších trvalek. Vhodná pro výsadby málo náročné na údržbu. Květy a plodenství jsou velmi dekorativní.
Rostlinu lze použít do suché vazby, s ohledem na velikost je však používána velmi vzácně.

## Pěstování
Vyžaduje slunečné polohy a propustné půdy. Množí se semeny, ale snadno také dělením trsů. Čas od času je vhodné trsy rozdělit na části a znovu vysázet. Vlivem povětrnostních podmínek se zcela výjimečně během vegetace a někdy během zimy mohou trsy rozklesávat. Na zimu se proto doporučuje seřezání nebo mírné svázání nadzemní části rostliny k opoře umístěné v trsu. Někdy je prováděno pevné svázání nadzemní části, které pak připomíná snop.